# Symphonie no 7 de Bax
Pour les articles homonymes, voir Symphonie no 7.
La Symphonie no 7 est la septième et dernière symphonie du compositeur britannique Arnold Bax, datant de 1939.

## Contexte
L'œuvre avait été entièrement ébauchée en octobre 1938 et l'orchestration fut achevée à Morar (en), sur la côte ouest de l'Écosse, en janvier 1939, le mois même de la mort de William Butler Yeats, exactement 20 ans après l'achèvement de Tintagel. À l'origine, il avait dédié la symphonie au chef d'orchestre Basil Cameron, mais lorsque la symphonie est devenue une commande officielle par le British Council pour l'Exposition universelle de New York de 1939, il lui a été demandé de modifier la dédicace, qui est devenue « aux peuples d'Amérique » (« To The People of America »). Elle a été commandée en même temps que le Concerto pour piano en si bémol d'Arthur Bliss et Five Variants of Dives and Lazarus de Ralph Vaughan Williams. L'œuvre est créée au Carnegie Hall de New York, par l'orchestre philharmonique de New York le 10 juin 1939, sous la direction d'Adrian Boult.

## Orchestration
L'œuvre est écrite pour piccolo, trois flûtes, deux hautbois, un cor anglais, trois clarinettes, une clarinette basse, deux bassons, un contrebasson, quatre cors, trois trompettes, trois trombones, un tuba, des percussions comprenant une grosse caisse, un tambour ténor, une caisse claire, un tambourin, des cymbales, un gong, un triangle, un glockenspiel, une harpe et des cordes.

## Structure
La symphonie comprend trois mouvements :
1. Allegro – Poco largemente – Tempo I
2. Lento – Piu mosso. In Legendary Mood – Tempo I
3. Theme and Variations: Allegro – Andante – Tempo I – Epilogue (Sereno)

## Analyse

### Premier mouvement
Comme toutes les symphonies d'Arnold Bax, la septième est composée de trois mouvements, dont le premier est largement caractérisé par une énergie débordante et un optimisme débordant, comme on peut l'entendre dès d'ouverture. Après une brève pause, l'ambiance devient plus enjouée, mais la musique revient bientôt à des sujets plus sérieux. Un nouveau thème animé aux bois, caractérisé par des notes répétées, débouche sur un passage syncopé qui révèle l'exubérance du compositeur. Le contraste est assuré par une riche mélodie lyrique entendue pour la première fois aux violoncelles et au cor anglais, et la section de développement est tour à tour ardue, mélancolique et mystérieuse, mais toujours animée d'un élan sous-jacent. La réexposition culmine avec la mélodie lyrique qui s'élève avec confiance vers un climax rude (cuivres et timbales) avant que le mouvement ne retourne dans l'ombre d'où il a émergé.

### Deuxième mouvement
Bax a curieusement décrit le mouvement lent de cette symphonie comme un « intermezzo et trio », bien que les intermezzos ne soient généralement pas aussi longs et mouvementés que celui-ci. En louant la première interprétation britannique d'Adrian Boult, il écrit qu'elle « exprimait toute la lourde langueur estivale que j'avais l'intention de transmettre » (« expressed all the heavy summer languor which I meant to convey »). Les sections extérieures peuvent être essentiellement langoureuses, mais il y a aussi des moments de violents bouleversements, comme si l'atmosphère onirique avait été envahie par un sombre cauchemar. Le « trio » central porte la mention « In Legendary Mood » (« Dans un esprit légendaire ») et présente une mélodie plus déterminée qui débute aux bois graves sur un accompagnement de violon solo très actif. Le point culminant du mouvement est impitoyablement martelé, mais l'humeur revient bientôt au calme paresseux et imperturbable du début.

### Troisième mouvement
« Le troisième mouvement devrait commencer plus délibérément » (« The third movement should start more deliberately »), écrit Arnold Bax à Adrian Boult après avoir entendu un enregistrement de la première à New York, « un vrai 18FORTY romantique qui se vautre ! » (« a real 18FORTY romantic wallow! »). Le mouvement porte le titre de thème et variations et, après un prélude entraînant, le thème est énoncé calmement et sobrement par les violoncelles et les contrebasses. Les variations s'enchaînent et vont de la violence à la tendresse, de l'exubérance à la nervosité. Arnold Bax a dit un jour de la dernière variation (l'épilogue) qu'elle était « aussi loin que je puisse aller » (« as far as I can go »), et en effet, avec l'arrivée de la guerre huit mois seulement après l'avoir achevée, il est tombé dans un silence musical qui devait durer jusqu'à sa nomination comme Master of the King's Music en février 1942. Bien qu'il reprenne la composition, produisant des fanfares et des marches pour les cérémonies officielles ainsi que de la musique pour le cinéma, la scène et le concert, Arnold Bax n'a jamais retrouvé l'élan créatif qui l'avait animé pendant l'entre-deux-guerres. Il n'a jamais plus atteint la sérénité et l'équilibre profondément émouvants que l'on retrouve dans les dernières pages de sa dernière symphonie.